# Pierre Gaspard (physicien)
Pour les articles homonymes, voir Pierre Gaspard et Gaspard.
Pierre Gaspard, né à Bruxelles le 6 décembre 1959, est un physicien, professeur à l'Université libre de Bruxelles en Belgique, lauréat du prix Francqui en 2006 et membre de l'Académie royale des sciences, des lettres et des beaux-arts de Belgique. 
Il a également présidé le conseil Solvay de chimie de 1995.

## Œuvres
- (en) Pierre Gaspard, Chaos, Scattering, and Statistical Mechanics, Cambridge, UK, Cambridge University Press, 1998, 475 p. (ISBN 0-521-39511-9)